# Роберт Петров
Роберт Петров е футболен треньор и футболист от Северна Македония, национал на страната си.

## Кариера
Започва кариерата си в „Брегалница“ (Щип). После минава през отборите на „Напредък“ (Кичево) и „Победа“ (Прилеп) във Вардарска Македония.
През 2002 година преминава в ПФК „Локомотив“ (Пловдив) и 2 години по-късно става шампион с пловдивския клуб. След това играе в ПФК ЦСКА, където вдига титлата през 2008 г.
Последните 6 месеца от сезон 2008/2008 играе за гръцкия „Пансерайкос“, но едва няколко мача поради неразбирателство с треньора на клуба, след което разтрогва договора си. От 2009 г. е вече официално играч на ПФК „Славия“, след като подписва за срок от 2 години.
През 2014 година се присъединява към завърналия се в Югозападната В група тим на ФК „Конелиано“ (Герман). През януари 2015 г. се присъединява към клуба на „Спартак“ (Плевен), където става треньор на детския отбор, а в същото време е и член на мъжкия отбор. Играе и в „Бдин“ (Видин).